# Stephan Wiesbauer
Stephan Wiesbauer (* 17. April 2000 in Graz) ist ein österreichischer Handballspieler.

## Karriere
Wiesbauer begann 2010 bei HiB Graz Handball zu spielen. Für die Grazer lief er 2016/17 auch in der Landesliga auf. 2017/18 wurde der Außenspieler von der HSG Bärnbach/Köflach unter Vertrag genommen. Für das Team lief er 2017/18 und 2018/19 auch im unter 20 Bewerb auf. Mit der Kampfmannschaft der Steierer nahm Wiesbauer 2017/18 und 2018/19 an der HLA Challenge teil, in der zweiten Saison gelang der Aufstieg in die HLA Meisterliga. 2019/20 und 2020/21 lief er damit in der ersten österreichischen Liga auf. Zwischen 2021/22 und 2024/25 stand der Linkshänder beim UHK Krems unter Vertrag. In seiner letzten Saison bei den Wachauern konnte er aufgrund von Verletzungen an keinem Spiel teilnehmen. Für die Saison 2025/26 wurde Wiesbauer vom UHC Eggenburg verpflichtet und ist damit wieder in der HLA Challenge aktiv.

## Saisonbilanzen

### HLA Meisterliga
| 2019/20   | Saison aufgrund der COVID-19-Pandemie in Österreich abgebrochen | Saison aufgrund der COVID-19-Pandemie in Österreich abgebrochen | Saison aufgrund der COVID-19-Pandemie in Österreich abgebrochen | Saison aufgrund der COVID-19-Pandemie in Österreich abgebrochen | Saison aufgrund der COVID-19-Pandemie in Österreich abgebrochen | Saison aufgrund der COVID-19-Pandemie in Österreich abgebrochen | Saison aufgrund der COVID-19-Pandemie in Österreich abgebrochen | Saison aufgrund der COVID-19-Pandemie in Österreich abgebrochen | Saison aufgrund der COVID-19-Pandemie in Österreich abgebrochen | Saison aufgrund der COVID-19-Pandemie in Österreich abgebrochen |
| 2020/21   | UHK Krems                                                       | HLA Meisterliga                                                 | 011                                                             | 022                                                             | 0/0                                                             | 022                                                             |                                                                 |                                                                 |                                                                 |                                                                 |
| 2021/22   | UHK Krems                                                       | HLA Meisterliga                                                 | 023                                                             | 021                                                             | 0/0                                                             | 021                                                             |                                                                 |                                                                 |                                                                 |                                                                 |
| 2022/23   | UHK Krems                                                       | HLA Meisterliga                                                 | 022                                                             | 037                                                             | 0/0                                                             | 037                                                             |                                                                 |                                                                 |                                                                 |                                                                 |
| 2023/24   | UHK Krems                                                       | HLA Meisterliga                                                 | 019                                                             | 060                                                             | 0/0                                                             | 060                                                             |                                                                 |                                                                 |                                                                 |                                                                 |
| 2024/25   | UHK Krems                                                       | HLA Meisterliga                                                 | 0                                                               | 0                                                               | 0/0                                                             | 0                                                               |                                                                 |                                                                 |                                                                 |                                                                 |
| 2019–2025 | gesamt                                                          | HLA Meisterliga                                                 | 075                                                             | 140                                                             | 0/0                                                             | 140                                                             |                                                                 |                                                                 |                                                                 |                                                                 |

### HLA Challenge
| Saison    | Verein               | Spielklasse   | Spiele | Tore | 7-Meter      | Feldtore |
| --------- | -------------------- | ------------- | ------ | ---- | ------------ | -------- |
| 2017/18   | HSG Bärnbach/Köflach | HLA Challenge | 020    | 034  | 2/2          | 032      |
| 2018/19   | HSG Bärnbach/Köflach | HLA Challenge | 025    | 069  | 4/5          | 065      |
| 2021/22   | UHK Krems            | HLA Challenge | 08     | 026  | 6/7          | 026      |
| 2022/23   | UHK Krems            | HLA Challenge | 04     | 015  | 2/5          | 013      |
| 2017–2023 | gesamt               | HLA Challenge | 057    | 144  | 14/19 (74 %) | 130      |